# Ploegendienst
Ploegendienst houdt in het werken op wisselende tijden volgens een vast rooster. Er zijn meerdere soorten ploegendienst (of ploegenstelsel): twee-, drie- en vijfploegendiensten komen vaak voor.
In tweeploegendienst wordt bijvoorbeeld door de ene ploeg de ene week gewerkt van 's ochtends vroeg tot 's middags, en de andere week van 's middags tot in de (late) avond. De andere ploeg neemt het werk over van de eerste ploeg en de week daarna worden de diensten omgedraaid.
Het drieploegenrooster werkt volgens hetzelfde principe, met dit verschil dat er ook enige andere dienst aan toegevoegd wordt. Een drieploegenrooster kan ook bestaan uit een rooster met een ochtenddienst, een middagdienst en een ploeg die deze beide overlapt, bijvoorbeeld van 10.30 uur tot 23.30 uur, een zogenoemde tussendienst. Maar het kan ook een Dagdienst zijn van 08.00 - 16.30 uur. Uiteraard kan het ook een nachtdienst zijn die wordt toegevoegd. Twee- en drieploegenroosters werken in de regel alleen van maandag tot en met vrijdag.
In de vijfploegendienst is sprake van een volcontinu rooster. Er is altijd een van de vijf ploegen aanwezig.
Werken in ploegendienst heeft een niet te onderschatten invloed op het lichamelijk en geestelijk welzijn. Statistisch gezien leven mensen die in ploegendienst werken, of gewerkt hebben, korter dan mensen die dat niet gedaan hebben. Ploegendienstwerkers hebben vaak last van het ploegendienstsyndroom: (verschijnselen die lijken op) jetlag, concentratieverlies, slaapgebrek, chagrijn, hoofdpijn of migraine. Om deze verschijnselen zo veel mogelijk te beperken, zoeken organisaties naar alternatieve ploegendienstroosters. Zo voerde het staalbedrijf Corus in september 2006 een ander vijfploegendienstrooster in dat minder belastend zou moeten zijn. De meningen hierover liepen bij de werknemers sterk uiteen: een in april 2007 gehouden enquête over dit rooster leverde 57% voorstanders en 43% tegenstanders op.
Er zijn in de drieploegendienst twee roosters mogelijk: voor- en achterwaarts roterend. In het voorwaarts roterende rooster werkt men in week 1 in de vroege dienst, in week 2 de late dienst en in week 3 de nachtdienst. In week 4 begint men weer opnieuw. Het achterwaarts roterende rooster is de volgorde nacht, laat, vroeg.
Het vijfploegendienstrooster kent zeer veel varianten; uitgaande van een achturige werkdag werkt men 60% en is men 40% vrij. Een voorbeeld hiervan is drie nachtdiensten, twee dagen vrij, drie late diensten, twee dagen vrij, drie vroege diensten, twee dagen vrij. Een ander voorbeeld is twee vroege, twee late en twee nachtdiensten gevolgd door vier vrije dagen. Op deze wijze zijn er nog veel meer roosters te noemen.
Ook de begin- en eindtijden van de diensten kunnen variëren. Meestal begint de vroege dienst om 7.00 uur, de late dienst om 15.00 uur en de nachtdienst om 23.00 uur, maar er zijn ook bedrijven waar de diensten eerder of later beginnen.
Ploegendiensten zijn vaak de standaard op werklocaties in zeer afgelegen gebieden, zoals op booreilanden, bij het Australische FIFO-systeem en in de Russische vachtovy posjoloks.